# Oświęcim
Oświęcim (en polaco: Oświęcim, pronunciado /ɔʑˈvjɛɲtɕim/ (escucharⓘ); en alemán: Auschwitz, pronunciado /ˈaʊʒvɪts/ (escucharⓘ); romanizado, Ushpitizin, antiguamente en español Osvecimia)  es una población del sur de Polonia de unos 43.000 habitantes (2001). Esta ciudad, con el nombre alemán de Auschwitz, es mundialmente conocida, principalmente, por el campo de concentración que allí construyó la Alemania nazi durante la Segunda Guerra Mundial.

## Historia
La ciudad fue mencionada por primera vez en 1117. En 1179 fue anexada a uno de los ducados de Silesia. Oświęcim fue organizado conforme al derecho alemán (más precisamente, conforme a la ley de Lwowek, que es una variante de la ley de Magdeburgo, en 1270. A lo largo de la historia, ahí vivieron alemanes y polacos en paz. A partir de 1315 Oświęcim fue la capital de un ducado independiente. En 1327 Oświęcim se convirtió en vasalla de Bohemia. En el siglo XIV, mucha gente dejó de vivir ahí. En 1457, el rey Casimiro IV de Polonia compró los derechos de Oświęcim. Los judíos, invitados por los reyes polacos a colonizar la región, se habían convertido ya en la mayoría de la población del siglo XV. Oświęcim se convirtió también en uno de los centros de la cultura protestante de Polonia. Aquí nació el poeta polaco Łukasz Górnicki en 1527.
La ciudad fue destruida por tropas suecas en 1655. Cuando Polonia fue dividida a fines del siglo XVIII, Oświęcim se convirtió en parte del Reino de Galicia y Lodomeria (provincia austrohúngara) en 1772 y quedó ubicada cerca de las fronteras de Rusia y Prusia. Después de la Primera Guerra Mundial, la población regresó a Polonia con el resurgimiento de ese país como nación independiente.

## Campo de concentración
Polonia fue ocupada por Alemania en la Segunda Guerra Mundial, y en 1940, los alemanes construyeron el campo de concentración de Auschwitz a partir de unas barracas militares polacas. Luego, al otro lado de la población, construyeron también el extenso campo de concentración Auschwitz II-Birkenau.
Entre 1940 y 1945, aproximadamente 1,1 millones de personas, judíos en su mayoría, murieron en los campos de Auschwitz. 
Después de la guerra, el Gobierno polaco tomó posesión de la Buna-Werke, planta química propiedad de IG Farben que antes había empleado a esclavos. El ramo químico se convirtió en la principal fuente de empleos de Oświęcim; posteriormente se puso el acento en los servicios y el comercio. Los campos de concentración se transformaron en museos.

## Transporte

### Aeropuertos
- 55 km de la ciudad - Aeropuerto de Cracovia-Juan Pablo II
- 61 km de la ciudad - Aeropuerto Internacional de Katowice